# Narcissea
Narcissea D. Wächt. & A. Melzer – rodzaj grzybów z rodziny kruchaweczkowatych (Psathyrellaceae).

## Systematyka i nazewnictwo
Pozycja w klasyfikacji według Index Fungorum: Psathyrellaceae, Agaricales, Agaricomycetidae, Agaricomycetes, Agaricomycotina, Basidiomycota.
Jest to niedawno utworzony rodzaj, do którego włączono wiele gatunków grzybów dawniej zaliczanych do rodzaju Coprinus (czernidłak) lub Coprinellus (czernidłaczek).
Gatunki występujące w Polsce:
- Narcissea cardiaspora (Bender) Voto 2022 – tzw. czernidłak sercowatozarodnikowy
- Narcissea patouillardii (Quél.) D. Wächt. & A. Melzer 2020 – tzw. czernidłak gnojolubny

Nazwy naukowe według Index Fungorum. Wykaz gatunków według W. Wojewody oraz B. Gierczyka i innych. Nazwy polskie według W. Wojewody. Są już niespójne z aktualnym nazewnictwem naukowym